# Justin Reid-Ross
Justin Reid-Ross (Stellenbosch, 16 juli 1986) is een Zuid-Afrikaans hockeyer.
Reid-Ross komt sinds 2006 uit voor de Zuid-Afrikaanse hockeyploeg. Hij maakte onder meer deel uit van de selecties op de Gemenebestspelen 2006 en de Olympische Spelen 2012. In 2010 kwam de strafcornerspecialist naar Nederland, nadat hij eerst in de Australische competitie had gehockeyd. Hij komt uit voor Amsterdamsche Hockey & Bandy Club uit het Amsterdamse Bos, waar hij voornamelijk in de verdediging speelt. In 2012 eindigde hij op de tweede plek op de Hoofdklasse-topscorerslijst. In het seizoen 2014-2015 had hij een groot aandeel in het bereiken van de play-offs met zijn club Amsterdam. Hij werd dat jaar topscorer in de hoofdklasse met 34 goals.